# ویلسون کاتیو
ویلسون کاتیو (به انگلیسی: Wilson Katiyo؛ ۱۹۴۷ – ۲۰۰۳) رمان‌نویس اهل زیمبابوه بود. او دو رمان منتشر کرد و در حین کار بر روی رمان سوم درگذشت. او نویسنده نسل دوم زیمبابوه پیش از استقلال محسوب می‌شود.

## زندگی‌نامه
کاتیو در موتوکو، در رودزیای جنوبی که در آن زمان زیمبابوه بود به دنیا آمد. تحصیلات ابتدایی در دبیرستان فلچر انجام شد، اما بعدها در انگلستان به پایان رسید.
کاتیو در سال‌های جوانی که در رودزیا زندگی می‌کرد، درگیر فعالیت‌های سیاسی بود و از سوی افسران پلیس مورد آزار و اذیت قرار می‌گرفت. با اعلام استقلال یک جانبه رودزیا از بریتانیا در سال ۱۹۶۵، کاتیو به اروپا گریخت.
او در اروپا در کالج کوئین مری دانشگاه لندن به تحصیل شیمی پرداخت. از آن پس، او در فرانسه و سوئیس نیز زندگی کرد. او بعدها برای کار به عنوان شیمیدان و تهیه‌کننده فیلم در خانه گرسنگی در کنار کریس آستین به زیمبابوه بازگشت. پس از استقلال، کاتیو همچنین به عنوان کارمند دولتی در دفتر وزارت اطلاعات با دولت کار کرد.
ویلسون کاتیو در سال ۲۰۰۳ براثر سرطان درگذشت.

## حرفه
کاتیو اولین رمان خود به نام پسر خاک را در سال ۱۹۷۶ منتشر کرد. به گفته چارلز لارسون، این رمان بر تهاجم اروپا و استبداد افسران پلیس سفیدپوست بر کشورهای آفریقایی تأکید داشت.همچنین دوران کودکی تا بزرگسالی یک پسر جوان که در یک جامعه از نظر نژادی تفکیک شده زندگی می‌کرد را در بر می‌گرفت. کاتیو در سال ۱۹۷۹ دومین رمان خود به نام رفتن به بهشت را منتشر کرد. در ادامه داستان قسمت اول، رفتن به بهشت، شخصیت اصلی را نشان می‌دهد که با کمک یک زوج سفیدپوست دلسوز به انگلستان فرار می‌کند. در اینجا است که شخصیت یک اقلیت سیاه‌پوست ساکن انگلستان را تجربه می‌کند.

## آثار
- پسر خاک (۱۹۷۶)
- رفتن به بهشت (۱۹۷۹)